# Disney's Vero Beach Resort
Disney's Vero Beach Resort  est un lieu de séjours de type Disney Vacation Club situé à Vero Beach en Floride. Sa construction a débuté le 28 juillet 1994 et il a ouvert le 1er octobre 1995.
C'est le premier hôtel Disney construit en dehors d'un complexe de parcs Disney. L'hôtel est précisément placé dans le lieu-dit Wabasso Beach dans le comté d'Indian River à une quinzaine de kilomètres au nord de Vero Beach.
Le 22 juin 2017, le Disney's Vero Beach Resort reçoit une certification 4 étoiles de la part de l'AAA à la suite des améliorations des chambres et des restaurants.

## Le thème et les bâtiments
L'hôtel adopte un thème architectural intermédiaire entre les lodges forestiers et les hôtels de plages du début du XXe siècle. Son architecture peut sembler être un croisement entre le Disney's Wilderness Lodge Resort et le Disney's Grand Floridian Resort.
L'hôtel se veut un "écrin côtier", un grand chalet de bord de mer coincé entre une forêt et la mer. L'hôtel s'articule autour d'un grand bâtiment rectangulaire (100mx38m) de 5 étages de couleur beige clair et à la toiture verte, situé à mi-chemin entre la plage et la route côtière. 

Au nord du bâtiment principal se trouve cinq villas privatives agencées en un U (trois bâtiments) tournant le dos à la plage et deux satellites entre le U et la plage. Cet agencement spécifique semble devoir être celui par défaut des villas de l'hôtel. Un espace permet l'adjonction d'un autre groupe de villas.

Au sud du bâtiment principal se trouve la piscine, les restaurants et l'accès à la plage.
Encore plus au sud se trouve deux lots de cinq villas privatives (même agencement).
Un passage souterrain, débutant derrière les restaurants, permet de rejoindre de l'autre côté de la route côtière, le parking de l'hôtel mais aussi un lac privé (pour la location de bateau), deux terrains de tennis et un espace "feu de camp" ainsi qu'une forêt de plus de 11 ha.

## Les services de l'hôtel

### Les chambres et villas
Les chambres sont comparables à celles des autres Disney Vacation Club.
Les tailles disponibles :
- la chambre d'auberge luxe, située dans le bâtiment principal, comprend outre la chambre et la salle de bains, une kitchenette entièrement équipée et permet d'accueillir jusqu'à quatre personnes dans 33,5 m2
- Le studio comprend outre la chambre et la salle de bains, une kitchenette entièrement équipée et permet d'accueillir jusqu'à quatre personnes dans 35 m2.
- La villa version une chambre pour quatre personnes mais avec une superficie plus importante de 81,75 m2, comprend une chambre plus vaste, une salle de bains avec baignoire à remous, une cuisine avec salle à manger et un local à blanchisserie avec tous les équipements ménagers d’une maison américaine.
- La villa version deux chambres rajoute à la version précédente une chambre avec sa salle de bains pour atteindre 116,5 m2 et permet de loger 8 personnes.
- La villa version trois chambres se présente comme un duplex avec deux chambres à l’étage pour une superficie de 197,5 m2 et une capacité de 12 personnes.

### Les restaurants
- Shutters : un restaurant de cuisine américano-créole
- Sonya's : un restaurant de viande et de poissons au coin du feu
- The Green Cabin Room : le café de l'entrée
- Bleachers : snack de hot-dog, sandwichs près de la piscine
- Barbecue Grills : ce sont simplement des grills dispersés dans l'hôtel

### Les activités possibles
- Community Hall la salle centrale

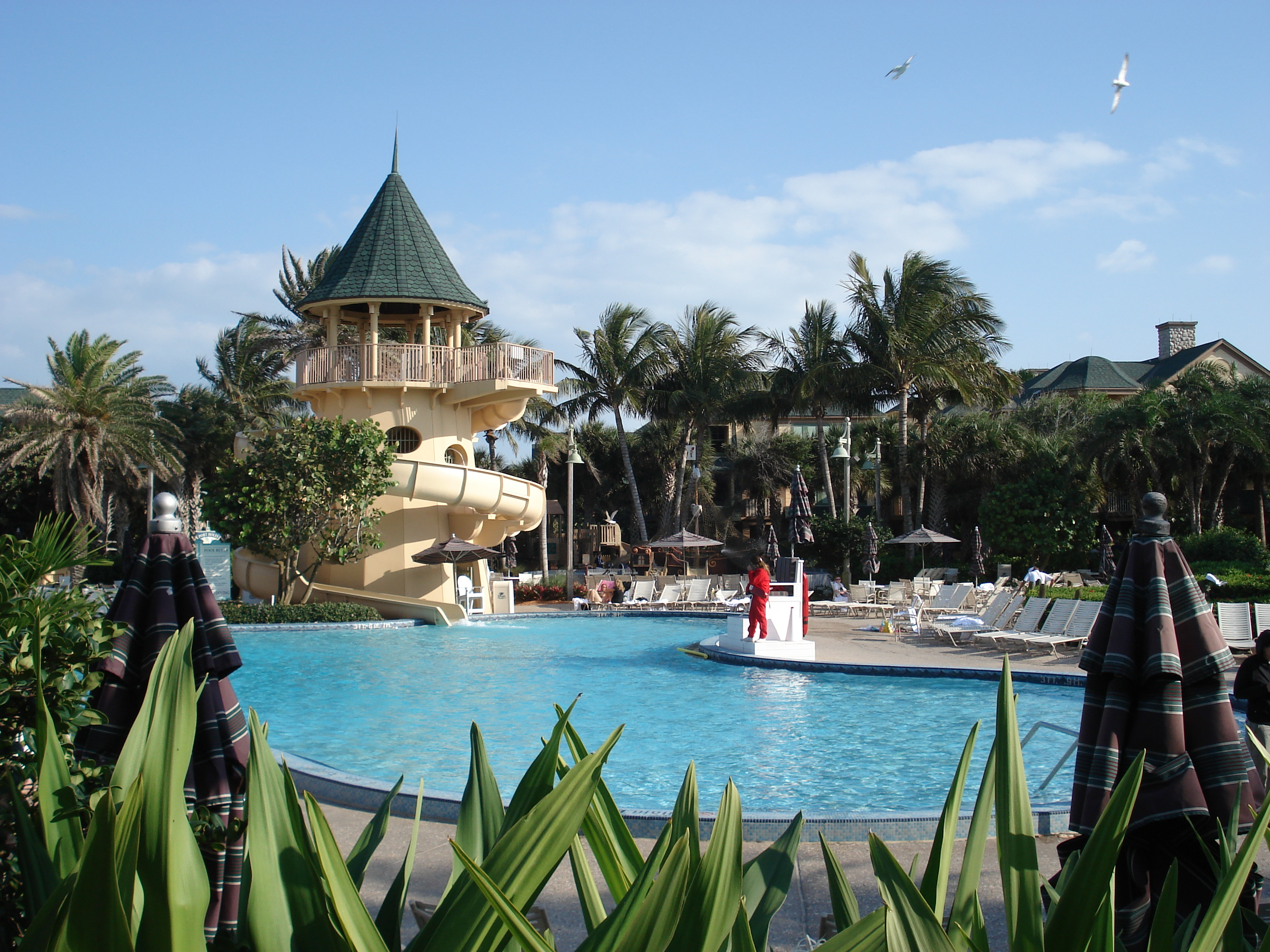
Piscine de l'hôtel

- Anchors' A-Weigh une salle de sport et Rub Dubs un centre de massage
- Blinker's Arcade une salle de jeu vidéo
- Eb & Flo's Rentals un service de location de vélo, bateau, ... associé au centre d'activités d'extérieur Naturally Good Times
- Une piscine en forme de tête de Mickey avec un toboggan (Pirate's Plunge)
- Port Holes Miniature Golf un golf miniature